# 側帶磯塘鱧
側帶磯塘鱧（学名：Eviota latifasciata）为鰕虎科磯塘鱧屬下的一个种。